# Bradley Lewis
Pour les articles homonymes, voir Lewis.
Bradley Lewis, né le 9 novembre 1954 à Los Angeles, est un rameur d'aviron américain.

## Palmarès

### Jeux olympiques
- Los Angeles 1984
  -  Médaille d'or en deux de couple[1].